# Campionati italiani primaverili di nuoto 1974
I ventunesimi campionati italiani primaverili di nuoto si sono svolti a Roma dal 29 al 31 marzo 1974. È stata utilizzata la vasca da 50 metri.

## Podi

### Uomini
| Evento               | Oro                                                                        | Tempo   | Argento                                                                | Tempo   | Bronzo                                                               | Tempo   |
| Stile libero         |                                                                            |         |                                                                        |         |                                                                      |         |
| 100 m                | Roberto Pangaro                                                            | 54"6    | Marcello Guarducci                                                     | 54"8    | Paolo Barelli                                                        | 55"6    |
| 200 m                | Roberto Pangaro                                                            | 2'00"1  | Marcello Guarducci                                                     | 2'01"8  | Francesco Marcucci                                                   | 2'02"5  |
| 400 m                | Roberto Pangaro                                                            | 4'20"3  | Francesco Marcucci                                                     | 4'21"8  | Marco Marcovaldi                                                     | 4'22"2  |
| 1500 m               | Sergio Affronte                                                            | 17'10"4 | Andrea Bellini                                                         | 17'21"0 | Pietro Faravelli                                                     | 17'21"3 |
| Dorso                |                                                                            |         |                                                                        |         |                                                                      |         |
| 100 m                | Lapo Cianchi                                                               | 1'01"6  | Enrico Bisso                                                           | 1'03"6  | Massimo Nistri                                                       | 1'04"6  |
| 200 m                | Massimo Nistri                                                             | 2'13"5  | Lapo Cianchi                                                           | 2'16"1  | Simone Bosco                                                         | 2'21"0  |
| Rana                 |                                                                            |         |                                                                        |         |                                                                      |         |
| 100 m                | Giancarlo Mauro                                                            | 1'08"6  | Giorgio Lalle                                                          | 1'10"5  | Guido Rasi                                                           | 1'10"8  |
| 200 m                | Giancarlo Mauro                                                            | 2'29"9  | Guido Rasi                                                             | 2'33"9  | Giorgio Lalle                                                        | 2'34"5  |
| Farfalla             |                                                                            |         |                                                                        |         |                                                                      |         |
| 100 m                | Paolo Barelli                                                              | 59"9    | Angelo Tozzi                                                           | 1'00"7  | Roberto Pangaro                                                      | 1'01"1  |
| 200 m                | Maurizio Castagna                                                          | 2'11"5  | Angelo Tozzi                                                           | 2'12"8  | Giuseppe Castagna                                                    | 2'25"8  |
| Misti                |                                                                            |         |                                                                        |         |                                                                      |         |
| 200 m                | Paolo Barelli                                                              | 2'17"8  | Gilberto Giberti                                                       | 2'20"4  | Claudio Zei                                                          | 2'21"0  |
| 400 m                | Gilberto Gilberti                                                          | 4'55"6  | Lorenzo Marugo                                                         | 4'58"3  | Giorgio Lalle                                                        | 5'00"9  |
| Staffette            |                                                                            |         |                                                                        |         |                                                                      |         |
| 4x100 m stile libero | Fiat Ricambi Paolo Martinetto Mario Lovisolo Di Benedetto Lorenzo Gariglio | 3'46"4  | Lazio Nuoto Francesco Marcucci Bizzarri Marco Marcovaldi Paolo Barelli | 3'48"2  | De Gregorio Paolo Revelli Claudio Zei Riccardo Urbani Augusto Papini | 3'50"3  |
| 4x100 m misti        | DDS Claudio Zei Giancarlo Mauro Riccardo Urbani Augusto Papini             | 4'10"2  | Lazio Nuoto Corsi Guido Rasi Paolo Barelli Francesco Marcucci          | 4'12"2  | Aniene Ciavarro Edmondo Mingione Limiti Roberto Pangaro              | 4'14"6  |

### Donne
| Evento               | Oro                                                                          | Tempo   | Argento                                                                         | Tempo  | Bronzo                                                                | Tempo  |
| Stile libero         |                                                                              |         |                                                                                 |        |                                                                       |        |
| 100 m                | Laura Gorgerino                                                              | 1'02"5  | Laura Podestà                                                                   | 1'03"4 | Laura Bortolotti                                                      | 1'05"5 |
| 200 m                | Novella Calligaris                                                           | 2'14"0  | Manuela De Angelis                                                              | 2'14"4 | Daria Meinardi                                                        | 2'16"1 |
| 400 m                | Novella Calligaris                                                           | 4'37"4  | Manuela De Angelis                                                              | 4'41"0 | Daria Meinardi                                                        | 4'44"8 |
| 800 m                | Manuela De Angelis                                                           | 9'33"00 | Daria Meinardi                                                                  | 9'36"9 | Antonella Valentini                                                   | 9'39"9 |
| Dorso                |                                                                              |         |                                                                                 |        |                                                                       |        |
| 100 m                | Cristina Stuttgard                                                           | 1'08"8  | Antonella Roncelli                                                              | 1'09"0 | Cristina Tarantino                                                    | 1'10"2 |
| 200 m                | Cristina Stuttgard                                                           | 2'28"4  | Antonella Roncelli                                                              | 2'28"8 | Cristina Tarantino                                                    | 2'29"7 |
| Rana                 |                                                                              |         |                                                                                 |        |                                                                       |        |
| 100 m                | Paola Morozzi                                                                | 1'19"8  | Tiziana Rachetto                                                                | 1'22"1 | Iris Corniani                                                         | 1'22"4 |
| 200 m                | Paola Morozzi                                                                | 2'53"10 | Tiziana Rachetto                                                                | 2'55"6 | Iris Corniani                                                         | 2'56"7 |
| Farfalla             |                                                                              |         |                                                                                 |        |                                                                       |        |
| 100 m                | Donatella Talpo Marina Corsi                                                 | 1'06"5  |                                                                                 | -      | Antonella Valentini                                                   | 1'09"8 |
| 200 m                | Marina Corsi                                                                 | 2'23"4  | Novella Calligaris                                                              | 2'28"2 | Donatella Talpo                                                       | 2'28"6 |
| Misti                |                                                                              |         |                                                                                 |        |                                                                       |        |
| 200 m                | Novella Calligaris                                                           | 2'31"2  | Marina Corsi                                                                    | 2'35"4 | Antonella Roncelli                                                    | 2'37"4 |
| 400 m                | Novella Calligaris                                                           | 5'13"7  | Paola Morozzi                                                                   | 5'16"7 | Marina Corsi                                                          | 5'25"3 |
| Staffette            |                                                                              |         |                                                                                 |        |                                                                       |        |
| 4x100 m stile libero | Lazio Nuoto Laura Gorgerino Manuela De Angelis Marina Corsi Donatella Talpo  | 4'13"2  | Aniene Elisabetta Dessy Susanna Sordelli Alessandra Cornelli Cristina Tarantino | 4'17"7 | Fiat Nicoletta Pezzutti Barbara Cassinelli Serafini Patrizia Zebellin | 4'22"9 |
| 4x100 m mista        | Lazio Nuoto Francesca Molinari Paola Morozzi Donatella Talpo Laura Gorgerino | 4'39"7  | Aniene Cristina Tarantino Elisabetta Dessy Viviana Dantini Susanna Sordelli     | 4'51"4 | NC Milano Cristina Grugni Tei Davanzo Silvia Blosi                    | 4'57"7 |